# سیارک ۶۷۶
سیارک ۶۷۶ (به انگلیسی: 676 Melitta، نامگذاری:1909FN) ششصد و هفتاد و ششمین سیارک کشف شده‌است که در ۱۶ ژانویه ۱۹۰۹ کشف شد.
قدر مطلق سیارک برابر ۹٫۳۰ است.